# Konstantin Aksionow
Konstantin Władimirowicz Aksionow (ros. Константин Владимирович Аксёнов, ur. 1 czerwca?/14 czerwca 1909 w Moskwie, zm. 1 stycznia 1977 tamże) – radziecki wojskowy, starszy porucznik, Bohater Związku Radzieckiego (1944).

## Życiorys
Do 1926 skończył 7 klas, później pracował jako elektromonter w miejscowości Lublino (obecnie część Moskwy), następnie w Moskwie, w grudniu 1931 ukończył rabfak (fakultet robotniczy) przy Moskiewskim Instytucie Chemiczno-Technologicznym. Od listopada 1932 do grudnia 1934 odbywał służbę w Armii Czerwonej, w 1933 skończył szkołę pułkową i został dowódcą plutonu w Moskiewskim Okręgu Wojskowym. Po zdemobilizowaniu pracował jako brygadzista elektromonterów i później majster-elektryk w Moskwie. Od czerwca 1941 ponownie służył w armii jako dowódca plutonu w mieście Lubiercy, w sierpniu 1941 został zastępcą dowódcy baterii 861 pułku artylerii obrony przeciwlotniczej w Kujbyszewie (obecnie Samara), w maju 1942 skończył kursy doskonalenia kadry dowódczej w Czkałowie (obecnie Orenburg). Od lipca 1942 uczestniczył w wojnie z Niemcami jako dowódca baterii w 13 Brygadzie i następnie w 235 pułku artylerii, a od marca do grudnia 1943 981 pułku artylerii. Walczył na Froncie Południowo-Zachodnim, Woroneskim i 1 Ukraińskim. Brał udział w operacji woronesko-kastorneńskiej i charkowskiej, bitwie pod Kurskiem, operacji biełgorodzko-charkowskiej i sumsko-pryłuckiej, bitwie o Dniepr oraz operacji kijowskiej. 7 grudnia 1943 został ciężko ranny i kontuzjowany, do marca 1944 przebywał w szpitalu w Magnitogorsku. Jako dowódca baterii 981 pułku artylerii przeciwlotniczej 9 Dywizji Artylerii Przeciwlotniczej 40 Armii w stopniu porucznika szczególnie wyróżnił się w bitwie o Dniepr 22 października 1943 w rejonie mironowskim w obwodzie kijowskim, gdzie dowodzona przez niego bateria odpierała ataki wrogiego lotnictwa, strącając cztery samoloty. Po wyjściu ze szpitala dowodził dywizjonem 26 zapasowego pułku artylerii przeciwlotniczej w Moskiewskim Okręgu Wojskowym, później samodzielnym dywizjonem 618 Brygady Artylerii w Uriupinsku w Dońskim Okręgu Wojskowym, w marcu 1946 został zwolniony do rezerwy w stopniu starszego porucznika. Został pochowany na Cmentarzu Prieobrażenskim w Moskwie.

## Odznaczenia
- Złota Gwiazda Bohatera Związku Radzieckiego (9 lutego 1944[2])
- Order Lenina (9 lutego 1944)
- Order Czerwonej Gwiazdy (7 października 1943)

I inne.